# Doug Wright
Doug Wright (* 1962, Dallas, Texas, USA) je americký dramatik, scenárista a libretista.
Jde o držitele prestižní divadelní ceny Tony i Pulitzerovy ceny z roku 2004 za hru Svou vlastní ženou (I Am My Own Wife). Dále je držitelem významné divadelní ceny Obie za divadelní hru Quills (česky: Perem markýze de Sade), jenž také zfilmována.